# Utkarsh Ambudkar
Utkarsh Ambudkar (Baltimore, Maryland; 8 de diciembre de 1983) es un actor estadounidense.

## Primeros años
Obtuvo una licenciatura en Bellas Artes de la Tisch School of the Arts de la Universidad de Nueva York .

## Carrera
Él es un ex VJ para MTV Desi . Ha aparecido en la película de comedia Pitch Perfect como el personaje de Donald, y en los programas de televisión The Mindy Project y The Muppets. Está listo para protagonizar la serie Fox, Eat, Pray, Thug . Utkarsh originó el papel de Aaron Burr en las lecturas de desarrollo de Hamilton. Utkarsh también fue visto en la campaña Dungeons & Dragons Force Gray: Giant Hunters y Force Gray: Lost City of Omu, organizada por Matthew Mercer. En eso, interpreta al personaje "Hitch", un pícaro con un pasado nefasto. Actualmente interpreta a Raj en la comedia Brockmire.

## Filmografía

### Cine
| Año  | Título                              | Rol                   | Notas              |
| ---- | ----------------------------------- | --------------------- | ------------------ |
| 2007 | Rocket Science                      | Ram                   |                    |
| 2008 | Last Call                           | Nikash                |                    |
| 2012 | Pitch Perfect                       | Donald                |                    |
| 2015 | Freaks of Nature                    | Parminder             |                    |
| 2016 | Ride Along 2                        | Amir                  |                    |
| 2016 | Barbershop: The Next Cut            | Raja                  |                    |
| 2017 | Basmati Blues                       | Rajit                 |                    |
| 2018 | Blindspotting                       | Rin                   |                    |
| 2018 | Game Over, Man!                     | Bae Awadi             |                    |
| 2019 | Brittany Runs a Marathon            | Jern Dahn             |                    |
| 2020 | Mulan                               | Skatch                | Escenas eliminadas |
| 2020 | La galería de los corazones rotos   | Max Vora              |                    |
| 2020 | Godmothered                         | Grant                 |                    |
| 2021 | Tom & Jerry                         | Rata de bienes raíces | Voz                |
| 2021 | Free Guy                            | Mouser                |                    |
| 2021 | Tick, Tick... Boom!                 | Todd                  |                    |
| 2022 | The Ice Age Adventures of Buck Wild | Orson                 | Voz                |
| 2022 | Cásate conmigo                      | Entrenador Manny      |                    |
| 2022 | The Drop                            | Robbie                |                    |

### Television
| Año       | Título                     | Rol            | Notas                                              |
| --------- | -------------------------- | -------------- | -------------------------------------------------- |
| 2006—2010 | The Electric Company       | UTK; Harry     | 2 episodios                                        |
| 2011      | Danni Lowinski             | Rasoul         | Película para televisión                           |
| 2012      | Freestyle Love Supreme     | UTK            | Película para televisión                           |
| 2013–2017 | The Mindy Project          | Rishi Lahiri   | 10 episodios                                       |
| 2016      | The Simpsons               | Jay (voice)    | Episodio: "Much Apu About Something"               |
| 2016      | The Muppets                | Pizza          | 3 episodios                                        |
| 2017      | White Famous               | Malcolm        | 10 episodios                                       |
| 2017      | The Problem with Apu       | El mismo       | Película para televisión documental                |
| 2018      | Bartlett                   | Sanjay Kahn    | 4 episodios                                        |
| 2018–2020 | Brockmire                  | Raj            | 5 episodios                                        |
| 2018–2020 | Harvey Street Kids         | Fredo (voz)    | 17 episodios                                       |
| 2020      | Mira, Royal Detective      | Chikku (voz)   | Papel principal                                    |
| 2020      | Central Park               | —              | Autor: "The Park Is Mine" (con Rafael Casal)       |
| 2021      | Never Have I Ever          | Sr. Kulkarni   | Recurente (temporada 2)                            |
| 2021      | Blindspotting              | Niles Turner   | Episodio: "Bride or Die"                           |
| 2021—2024 | Ghosts                     | Jay            | Papel principal, serie de TV                       |
| 2021      | Special                    | Ravi           | 3 episodios                                        |
| 2022      | The Dropout                | Rakesh Madhava | Recurrente                                         |
| 2024      | Avatar: La Leyenda de Aang | Rey Bumi       | Elenco recurrente 3 episodios, serie de TV Netflix |